# 비압축성 흐름
비압축성 흐름(Incompressible flow, 등방성 흐름) 또는 비압축성 유동은 유체역학 또는 더 일반적으로 연속체 역학에서 유체 입자 내에서 물질 밀도가 일정한 흐름, 즉 유속과 함께 움직이는 극소량의 흐름을 의미한다. 비압축성을 암시하는 동등한 진술은 유속의 발산 (벡터)이 0이라는 것이다.
비압축성 흐름은 유체 자체가 비압축성임을 의미하지 않는다. 아래의 유도에서는 (올바른 조건에서) 압축성 유체도 좋은 근사치로 비압축성 흐름으로 모델링될 수 있음을 보여준다.

## 같이 보기
- 베르누이 방정식
- 오일러 방정식
- 나비에-스토크스 방정식